# أليستير كوري
أليستير كوري (بالإنجليزية: Alistair Currey)‏ هو متسابق يخت بريطاني، ولد في 6 نوفمبر 1947.

## وصلات خارجية
- أليستير كوري على موقع الاتحاد الدولي للملاحة الشراعية (موقع جديد) (الإنجليزية)
- أليستير كوري على موقع الاتحاد الدولي للملاحة الشراعية (موقع قديم) (الإنجليزية)
- أليستير كوري على موقع اللجنة الأولمبية الدولية (الإنجليزية)
- أليستير كوري على موقع أوليمبيديا (الإنجليزية)
- أليستير كوري على موقع اللجنة الأولمبية البريطانية (الإنجليزية)